# Wodniczak pstry
Wodniczak pstry (Pardirallus maculatus) – gatunek średniej wielkości ptaka z rodziny chruścieli (Rallidae). Zamieszkuje Meksyk, Amerykę Środkową i Amerykę Południową. Nie jest zagrożony.

## Podgatunki i zasięg występowania
Wyróżnia się następujące podgatunki:
- P. m. insolitus (Bangs & Peck, 1908) – wodniczak plamisty – Meksyk do Kostaryki
- P. m. maculatus (Boddaert, 1783) – wodniczak pstry – Kolumbia do wschodniej Brazylii, na południe do Peru i Argentyny, Karaiby

## Morfologia
RozmiaryDługość ciała wynosi 25–28 cm, masa ciała 130–220 g.
WyglądSamce cięższe od samic. Od pozostałych chruścieli wodniczaka pstrego wyróżnia długi dziób i wyraźnie plamiste upierzenie. Występuje w trzech odmianach barwnych. Pierwsza odmiana barwna posiada ciemny wierzch ciała i ciemne wzory na spodzie; nie ma białych pasów. Druga posiada szare gardło i pierś, którą pokrywają białe pasy. Trzecia posiada szare, biało nakrapiane gardło. Pierś i brzuch są biało paskowane.

## Ekologia i zachowanie
ŚrodowiskoSpotykany na wysokości do 2000 m n.p.m. Zasiedla bagna, pola ryżowe, rowy, podmokłe tereny trawiaste i sztucznie nawadniane tereny uprawne.
GłosOdzywa się głośnymi, zgrzytliwymi wrzaskami, często poprzedzonymi chrząkaniami kr-krreih krreih lub grrr. Odzywa się także szorstkim łuh-łuh lub um-um. Gdy zostanie zaniepokojony, wydaje z siebie ostre, powtarzane gek.
PożywienieŻywi się owadami, zarówno dorosłymi, jak i larwami, dżdżownicami, bezkręgowcami i małymi rybami.
LęgiPtak monogamiczny, terytorialny. Gniazdo mieści się w roślinności nad powierzchnią wody. Budulec stanowią trawy lub sitowie. Samica składa 2–7 żółtawych jaj. Czas inkubacji nie jest znany, prawdopodobnie 13–31 dni. Pisklęta wykluwają się pokryte od spodu puchem. Są zagniazdownikami lub pół zagniazdownikami. Karmią je oboje rodzice. Prawdopodobnie całkowicie opierzają się po dwóch miesiącach.

## Status
Międzynarodowa Unia Ochrony Przyrody (IUCN) uznaje wodniczaka pstrego za gatunek najmniejszej troski (LC – Least Concern) nieprzerwanie od 1988 roku. Liczebność światowej populacji, według szacunków organizacji Wetlands International z 2022 roku, mieści się w przedziale 11 000 – 26 700 osobników, co przelicza się na około 7000 – 18 000 osobników dorosłych. Globalny trend liczebności jest prawdopodobnie stabilny.